# Hezychiusz (Rogić)
Hezychiusz, imię świeckie Miroslav Rogić (ur. 3 listopada 1965 w Moskwie) – biskup Serbskiego Kościoła Prawosławnego. 

## Życiorys
Urodził się 3 listopada 1965 w Moskwie. Był synem Milutina Rogicia i jego żony Jeleny. Jako że jego ojciec był dyplomatą, w młodości zamieszkiwał w różnych państwach. Uczęszczał do szkoły podstawowej i średniej, kształcąc się w języku angielskim i serbskim. W 1985 roku ukończył szkołę średnią projektowania w Belgradzie. W latach 1987–1991 studiował psychologię na Uniwersytecie Kolumbii w Waszyngtonie.
W 1991 wstąpił jako posłusznik do monasteru Kovilj. 15 lutego 1995 został postrzyżony na mnicha. 18 lipca 1999 został wyświęcony na hierodiakona. 25 lipca tego samego roku został wyświęcony na hieromnicha. 21 listopada 2015 uzyskał godność archimandryty. W 2018 ukończył studia teologiczne na Uniwersytecie Belgradzkim.
9 maja 2018 został wybrany na biskupa pomocniczego eparchii Baczki z tytułem biskupa mohackiego. Chirotonię biskupią otrzymał 23 czerwca 2018 w soborze katedralnym w Nowym Sadzie.
W 2021 r. Święty Synod Serbskiego Kościoła Prawosławnego wyznaczył go na ordynariusza eparchii valjewskiej.